# Cristina Husmark Pehrsson
Cristina Maria Husmark Pehrsson, född 15 april 1947 i Uddevalla, är en svensk politiker (moderat), som var riksdagsledamot 1998–2014 och som under regeringen Reinfeldt var statsråd i Socialdepartementet (socialförsäkringsminister) och minister för nordiskt samarbete 2006–2010.

## Biografi
Husmark Pehrsson är legitimerad sjuksköterska.
Hon är hemmahörande i Kågeröd i Svalövs kommun och har tidigare varit aktiv i kommunalpolitiken i sin hemkommun i flera år. Hon är numera[när?] bosatt i Borstahusen.[källa behövs]

### Riksdagsledamot
Husmark Pehrsson var ordinarie riksdagsledamot 1998–2014, invald för Skåne läns västra valkrets. I riksdagen var hon i flera perioder omväxlande vice ordförande och ledamot i Nordiska rådets svenska delegation under åren 2010–2013. Hon var ledamot i socialutskottet 1998–2006 (även suppleant 2014) och ledamot i krigsdelegationen 2002–2010. Utöver detta var hon suppleant i socialförsäkringsutskottet och utrikesutskottet.

### Statsråd i regeringen Reinfeldt
Den 6 oktober 2006 blev Husmark Pehrsson utsedd till socialförsäkringsminister och minister för nordiskt samarbete i Fredrik Reinfeldts regering. Husmark Pehrsson var regeringen Reinfeldts äldsta statsråd med femton dagars marginal över Mats Odell. Husmark Pehrsson gavs indirekt skulden för det som inte hade fungerat vid införandet av de nya sjukförsäkringsreglerna 2008. Efter riksdagsvalet 2010 avgick hon från statsrådsposten den 5 oktober 2010.

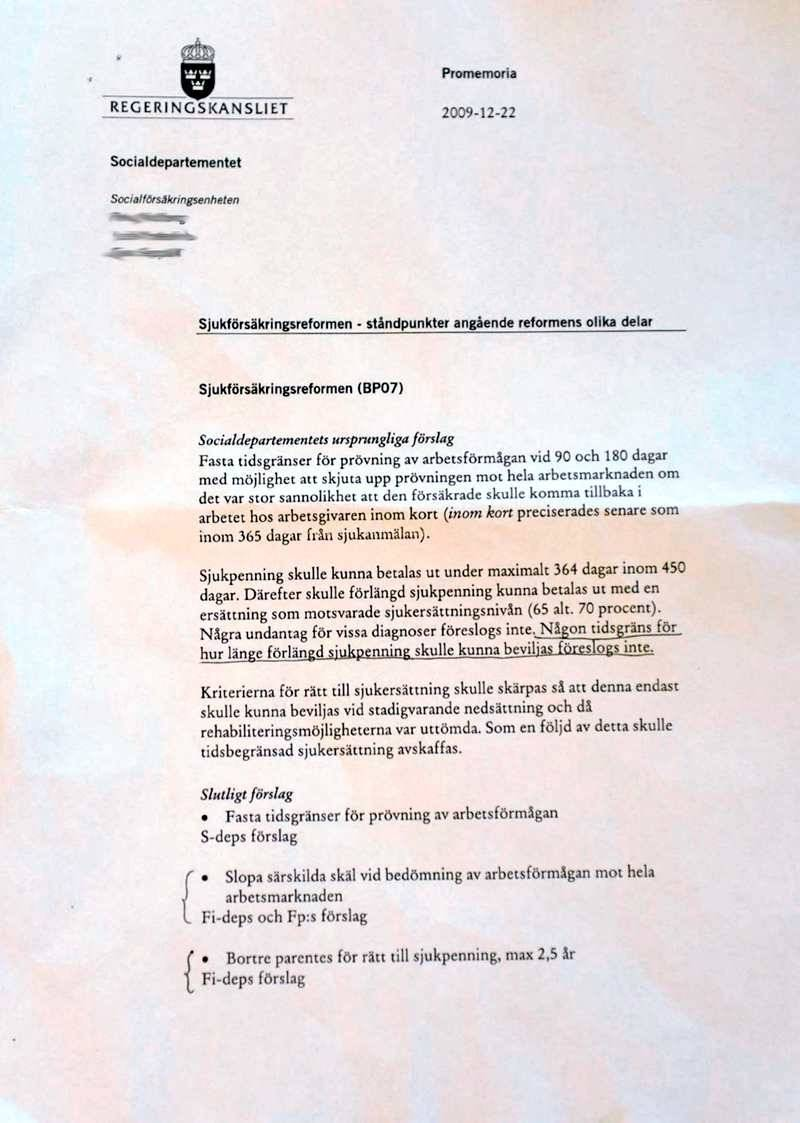
Socialdepartementets promemoria från den 22 december 2009

Av en promemoria, upprättad vid Socialdepartementet i december 2009 och publicerad 2011, framgick att regeringens officiella linje, att lagen hade fått "oväntade konsekvenser", var en efterhandskonstruktion. Cristina Husmark Pehrsson och hennes departement hade inte fått gehör för sina varningar om att vissa förändringar skulle få orimliga följder. I promemorian framgick att bland det mest kontroversiella i förslaget, den bortre parentesen (ibland kallad "stupstocken"), inte fanns med i det ursprungliga förslaget utan istället var ett förslag från Finansdepartementet i syfte att spara pengar. Socialdepartementets förslag hade inte heller inneburit att människor hade blivit "nollklassade".